# آسا هال
آسا هال (انگلیسی: Asa Hall؛ زادهٔ ۲۹ نوامبر ۱۹۸۶) بازیکن فوتبال اهل بریتانیا است.
از باشگاه‌هایی که در آن بازی کرده‌است می‌توان به باشگاه فوتبال لوتون تاون، باشگاه فوتبال چلتنهام تاون، باشگاه فوتبال بارو، باشگاه فوتبال آکسفورد یونایتد، باشگاه فوتبال ولورهمپتون واندررز، باشگاه فوتبال بیرمنگام سیتی، باشگاه فوتبال بوستون یونایتد، باشگاه فوتبال آلدرشات تاون، باشگاه فوتبال اشفورد یونایتد، و باشگاه فوتبال شروزبری تاون اشاره کرد.
وی همچنین در تیم‌های ملی فوتبال زیر ۱۹ سال انگلستان و زیر ۲۰ سال انگلستان بازی کرده‌است.